# Bellefontaine (Ohio)
Bellefontaine é uma cidade localizada no estado norte-americano de Ohio, no Condado de Logan.

## Demografia
Segundo o censo norte-americano de 2000, a sua população era de 13.069 habitantes. 
Em 2006, foi estimada uma população de 12.808, um decréscimo de 261 (-2.0%).

## Geografia
De acordo com o United States Census Bureau tem uma área de 
22,7 km², dos quais 22,7 km² cobertos por terra e 0,0 km² cobertos por água. Bellefontaine localiza-se a aproximadamente 379 m acima do nível do mar.

## Localidades na vizinhança
O diagrama seguinte representa as localidades num raio de 16 km ao redor de Bellefontaine. 